# Aishū pucelle
Aishū pucelle (哀愁ピュセル?, Aishū pyuseru, lett. "La pulzella del dolore") è un singolo della idol giapponese Miki Itō, pubblicato il 29 luglio 1987 dalla CBS Sony e successivamente inserito nel suo primo album Pucelle.

## Il singolo
Aishū pucelle venne commissionata dalla Taito per pubblicizzare il videogioco Kiki KaiKai: Dotō hen, in cui uno dei due personaggi principali aveva le fattezze di Miki Itō. D'altra parte, la canzone del lato B Sayo Carnival (
小夜（リトルナイト）カーニバル?, Sayo (ritorunaito) kānibaru) è la versione cantata del tema musicale d'apertura del gioco, scritta da Hisayoshi Ogura degli Zuntata.
Il singolo si rivelò il più grande successo della idol, vendendo oltre 45000 copie.

## Tracce
1. Aishū pucelle (哀愁ピュセル?) – 3:40 (testo: Satoshi Tochiuchi – musica: Yoshimasa Inoue, arrangiata da Motonori Funayama)
2. Sayo Carnival (小夜（リトルナイト）カーニバル?, Sayo (ritorunaito) kānibaru) – 3:28 (testo: Satoshi Tochiuchi – musica: Hisayoshi Ogura, arrangiata da Haruhiko Tsuda)